# Yamato Tamura
Pour les articles homonymes, voir Tamura.
Yamato Tamura (田村 岳斗, Tamura Yamato, né le 28 mai 1979 à Hachinohe au Japon), est un ancien patineur artistique japonais. Il a été deux fois champion du Japon en 1998 et 2004.

## Biographie

### Carrière sportive
Yamato Tamura est monté huit fois sur le podium des championnats du Japon de patinage artistique dont deux fois sur la plus haute marche en 1998 et 2004.
Sur le plan international, il a représenté son pays aux Jeux olympiques d'hiver de 1998 à Nagano où il a pris la 17e place. Ses meilleurs résultats aux championnats internationaux sont une 5e place en 2004 aux championnats des quatre continents à Hamilton au Canada, et une 17e place aux championnats du monde de 2001 à Vancouver.
Il a réussi un quadruple boucle-piqué en compétition en 1999, et une combinaison quadruple boucle-piqué/ triple boucle piqué en 2000. Il s'est retiré du patinage amateur en 2004. Au cours de sa carrière, il a été entraîné par Minoru Sano.
Il est à noter également que Yamato Tamura a essayé le patinage par couple. Il a participé et remporté le championnat national de la compétition des couples en 1997 avec sa partenaire Marie Arai.

### Reconversion
Il travaille actuellement en tant qu'entraîneur au Japon.

## Palmarès
| Compétition                   | 1996    | 1997    | 1998    | 1999    | 2000    | 2001    | 2002    | 2003    | 2004    |  |  |  |  |  |
| Jeux olympiques d'hiver       |         |         | 17e     |         |         |         |         |         |         |  |  |  |  |  |
| Championnats du monde         |         |         | 26e     |         | 27e     | 17e     | F       | F       | 22e     |  |  |  |  |  |
| Quatre continents             |         |         |         |         | 8e      | 6e      | 9e      | F       | 5e      |  |  |  |  |  |
| Championnats du Japon         |         | 2e      | 1er     | 3e      | 2e      | 2e      | 2e      | 2e      | 1er     |  |  |  |  |  |
| Championnats du monde juniors | 8e      | 7e      |         |         |         |         |         |         |         |  |  |  |  |  |
|                               |         |         |         |         |         |         |         |         |         |  |  |  |  |  |
| Grand Prix ISU                | 1995/96 | 1996/97 | 1997/98 | 1998/99 | 1999/00 | 2000/01 | 2001/02 | 2002/03 | 2003/04 |  |  |  |  |  |
| Skate America                 |         |         |         | 8e      |         | 9e      |         |         |         |  |  |  |  |  |
| Skate Canada                  |         |         | 4e      |         |         |         |         |         |         |  |  |  |  |  |
| Coupe d'Allemagne             |         |         |         |         | 4e      |         |         |         |         |  |  |  |  |  |
| Trophée de France             |         |         |         |         |         |         | 8e      | 10e     |         |  |  |  |  |  |
| Trophée NHK                   |         |         | 10e     | 9e      | 7e      | 9e      | 4e      | 7e      | 10e     |  |  |  |  |  |
| Légende : F= Forfait          |         |         |         |         |         |         |         |         |         |  |  |  |  |  |